# Campionati europei di pugilato dilettanti 1925
I Campionati europei di pugilato dilettanti maschili 1925 si sono tenuti a Stoccolma, Svezia, dall'11 al 15 maggio 1925. È stata la 1ª edizione della competizione organizzata dall'EABA. 46 pugili da 12 Paesi hanno partecipato alla competizione.

## Podi
| Categoria                   | Oro               | Argento         | Bronzo          |
| Pesi mosca (kg 50,8)        | Émile Pladner     | J. W. James     | Karl Schulze    |
| Pesi gallo (kg 53,5)        | Archie Rule       | Franz Dübbers   | Axel Norman     |
| Pesi piuma (kg 57,1)        | Oscar Andrén      | Jacob Domgörgen | Richard Madsen  |
| Pesi leggeri (kg 61,2)      | Selfrid Johansson | Signaller Viney | Arne Sande      |
| Pesi welter (kg 66,7)       | Harald Nielsen    | Helge Ahlberg   | Hein Müller     |
| Pesi medi (kg 72,6)         | Frank Crawley     | Hans Holdt      | Franz Krüppel   |
| Pesi mediomassimi (kg 79,4) | Thyge Petersen    | Nils Ramm       | Karel Miljon    |
| Pesi massimi (kg 79,4 +)    | Bror Persson      | Dudley Lister   | Helmuth Siewert |

## Medagliere
Nazione ospitante 
| Posiz. | Nazione     | Oro | Argento | Bronzo | Totale |
| ------ | ----------- | --- | ------- | ------ | ------ |
| 1      | Svezia      | 3   | 2       | 0      | 5      |
| 2      | Inghilterra | 2   | 3       | 0      | 5      |
| 3      | Danimarca   | 2   | 1       | 2      | 5      |
| 4      | Francia     | 1   | 0       | 0      | 1      |
| 5      | Germania    | 0   | 2       | 4      | 6      |
| 6      | Paesi Bassi | 0   | 0       | 1      | 1      |
| 6      | Norvegia    | 0   | 0       | 1      | 1      |
|        | Totale      | 8   | 8       | 8      | 24     |